# Russ Haas
Thomas Russell "Russ" Haas, Jr. (27 de marzo de 1974 – 15 de diciembre de 2001) fue un wrestler profesional. Es conocido por trabajar junto a su hermano, Charlie Haas, en Memphis Championship Wrestling y Jersey All Pro Wrestling.
Haas murió de un ataque al corazón mientras dormía a la edad de 27 años. Tuvo problemas de corazón que le prohibieron practicar wrestling y se le autorizó volver a practicar poco antes de su muerte.

## Carrera
Haas es un antiguo colegiado de wrestling de la Universidad Seton Hall. Haas trabajó junto a su hermano Charlie durante casi tres años formando el tag team Haas Brothers. Ganaron sus primeros campeonatos en Jersey All Pro Wrestling (JAPW), donde ganaron los JAPW Tag Team Championship el 22 de julio de 1998. Ganaron a los "Skin Head Express" y los "Nation of Immigration" en un three way dance para ganar los títulos vacantes. Vencieron a Big Unit el 21 de mayo de 1999, para recobrar esos mismos títulos. Posteriormente fueron a la East Coast Wrestling Association (ECWA), donde ganaron los ECWA Tag Team Championship en 2000. Entonces se fueron a la Combat Zone Wrestling (CZW), y, de nuevo, ganaron los tag titles, venciendo a los Kasmireno Brothers, los Thrill Kill Kult y los Hit Squad el 12 de febrero de 2000 en un four-way match. También compitieron en Maryland Championship Wrestling y la World Xtreme Wrestling de Pensilvania.
Los Haas Brothers firmaron con la World Wrestling Federation (WWF) contratos de desarrollo el 8 de agosto de 2000. Fueron enviados al entonces territorio de desarrollo de la WWF, el Memphis Championship Wrestling (MCW). En MCW, los Haas Brothers ganaron los MCW tag team titles el 21 de febrero de 2001 venciendo a The Dupps. Ganaron los títulos dos veces más, antes de ser transferidos a la Heartland Wrestling Association en junio de 2001 ya que la WWF dejó de tener a la MCW como territorio de desarrollo.

## Muerte
El 15 de diciembre de 2001, Haas murió de un ataque al corazón mientras dormía a la edad de 27 años. Tuvo problemas de corazón que le prohibieron practicar wrestling, y sufrió un ataque al corazón el 24 de septiembre de 2001. Fue encontrado muerto por su mujer, Deedra, poco después de que su hermano Charlie se marchase por la noche.

## Tributos
Tras la muerte de Haas, Charlie luchó con el nombre "R.C. Haas", añadiendo el nombre de Russ al suyo propio, como tributo a su hermano hasta que fue llamado por el roster principal de la WWE. Charlie también empezó a luchar con la palabra "RUSS" escrita en su muñequera.
El 15 de diciembre de 2001, en la Cage of Death 3 de Combat Zone Wrestling se recordó a Haas haciendo sonar diez veces una campana, con algunos wrestlers llevando brazaletes negros, y otros con las letras RH escritas en sus botas. El 17 de diciembre de 2001, en Raw, Jim Ross y Jerry Lawler hicieron un pequeño tributo a Haas en mitad del show.
William Moody (Paul Bearer) y Kevin Kelly hicieron un tributo a Haas en sus webs.
El 2 de febrero de 2002, la Jersey All Pro Wrestling (JAPW) hizo el Russ Haas Memorial Show, con el roster de JAPW donando sus servicios para el evento.
En su honor, Mike Bucci y Charlie Haas tuvieron la idea de reunir a talentos indy locales y talentos de la Ohio Valley Wrestling y World Wrestling Entertainment, que estaban dolidos por la muerte de Haas, para formar un torneo especial tag team. The Russ Haas Memorial Tag-Team Tournament fue formado por la pequeña promoción de Nueva Jersey Phoenix Championship Wrestling el 31 de agosto de 2002. Hubo ocho tag teams en total, pero al final el tag team de Mike Bucci y Charlie Haas ganó el torneo.

## En lucha
- Movimientos finales
  - Haas of Pain
  - Total Haastility (Olympic slam)

- Movimientos de firma
  - Exploder suplex

## Campeonatos y logros
- Combat Zone Wrestling

- CZW Tag Team Championship (1 vez) – con Charlie Haas

- East Coast Wrestling Association

- ECWA Tag Team Championship (1 vez) – con Charlie Haas
- ECWA Hall of Fame (Class of 2004)

- Jersey All Pro Wrestling

- JAPW Tag Team Championship (2 veces) – con Charlie Haas

- Memphis Championship Wrestling

- MCW Southern Tag Team Championship (3 veces) – con Charlie Haas

- Pro Wrestling Illustrated
  - PWI le rankeó # 130 del Top 500 de wrestlers individuales en el PWI 500 en 2001.[12]